# 最高人民法院审判管理办公室
最高人民法院审判管理办公室，位于北京市东城区东交民巷27号，是中华人民共和国最高人民法院内设机构。

## 沿革
2010年9月，最高人民法院增设审判管理办公室，加强对案件的流程管理。2010年11月23日，最高人民法院审判管理办公室正式成立。

## 职能
目前审判管理办公室“主要负责最高人民法院受理案件的流程管理、质量评查，监督检查法定审限执行情况，督办重要案件，承担审判委员会事务管理、司法公开、审判经验总结等工作。”

## 历任领导
| 主任 1. 周建平（2011年—2015年） 2. 李亮（2015年—2020年） 3. 赵晋山（2020年—） | 副主任 - 周建平（2010年—2011年） - 李亮（？—2015年） - 张树明（2014年—） - 骆电（2021年—） - 刘树德（2021年—） - 聂鑫（2021年—） |